# جایزه بزرگ بریتانیا ۱۹۸۸
جایزه بزرگ بریتانیا ۱۹۸۸ (انگلیسی: ‎1988 British Grand Prix‎)، که به‌طور رسمی با نام چهل و یکمین جایزه بزرگ نفت شل بریتانیا شناخته می‌شود، یک مسابقهٔ موتوری در رشتهٔ اتومبیل‌رانی فرمول یک بود که در تاریخ ۱۰ ژوئیه ۱۹۸۸ در پیست سیلورستون واقع در سیلورستون، انگلستان برگزار شد. این گراند پری در میان ۱۶ گراند پری در فصل ۱۹۸۸، مسابقهٔ شمارهٔ ۸ بود.
در این مسابقه که در ۶۵ دور و به مسافت ۳۱۰٫۵۷۰ کیلومتر (۱۹۲٫۹۷۹ مایل) برگزار شد، پول پوزیشن توسط گرهارد برگر کسب شد و سریع‌ترین زمان برای طی یک دور پیست که برابر با ۱:۲۳٫۳۰۸ بود نیز توسط نایجل منسل به ثبت رسید.
آیرتون سنا از تیم مک‌لارن-هوندا، نایجل منسل از تیم ویلیامز-جاد و آلساندرو نانینی از تیم بنتون-فورد به‌ترتیب مقام‌های اول تا سوم مسابقه را کسب کردند.

## رده‌بندی قهرمانی پس از مسابقه
| جایگاه | راننده       | امتیاز |
| ------ | ------------ | ------ |
| ۱      | آلن پروست    | ۵۴     |
| ۲      | آیرتون سنا   | ۴۸     |
| ۳      | گرهارد برگر  | ۲۱     |
| ۴      | نلسون پیکه   | ۱۵     |
| ۵      | میشل آلبورتو | ۱۳     |
| منبع:  |              |        |

| جایگاه | سازنده       | امتیاز |
| ------ | ------------ | ------ |
| ۱      | مک‌لارن-هوندا | ۱۰۲    |
| ۲      | فراری        | ۳۴     |
| ۳      | بنتون-فورد   | ۱۷     |
| ۴      | لوتوس-هوندا  | ۱۶     |
| ۵      | اروز-مگاترون | ۱۰     |
| منبع:  |              |        |

یادداشت
- تنها پنج جایگاه نخست از هر رده‌بندی نمایش داده شده‌است.